# Matutidae
Famille
Les Matutidae sont une famille de crabes. Elle comprend quinze espèces actuelles et trois fossiles dans six genres dont deux fossiles.

## Liste des genres
Selon World Register of Marine Species (10 mars 2017) :
- genre Ashtoret Galil & Clark, 1994 -- 8 espèces
- genre Izanami Galil & Clark, 1994 -- 2 espèces
- genre Matuta Weber, 1795 -- 6 espèces
- genre Mebeli Galil & Clark, 1994 -- 1 espèce

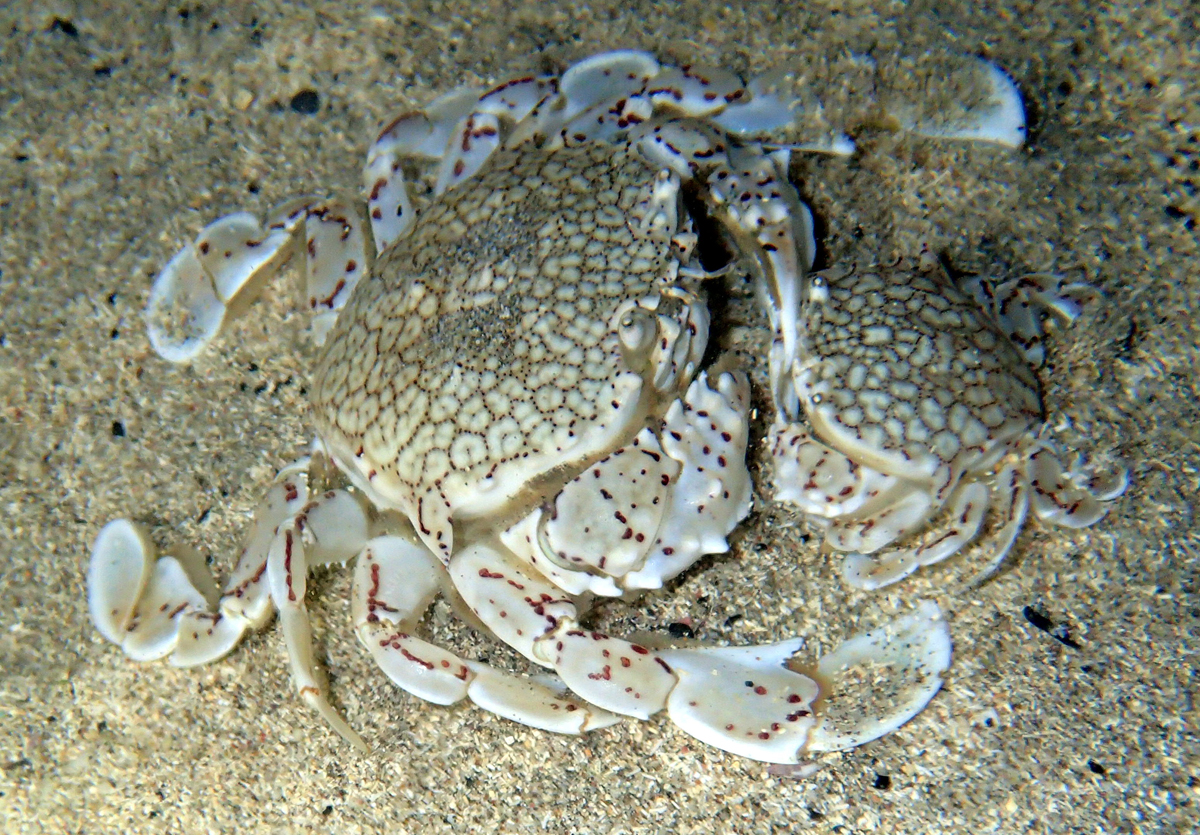
Ashtoret picta
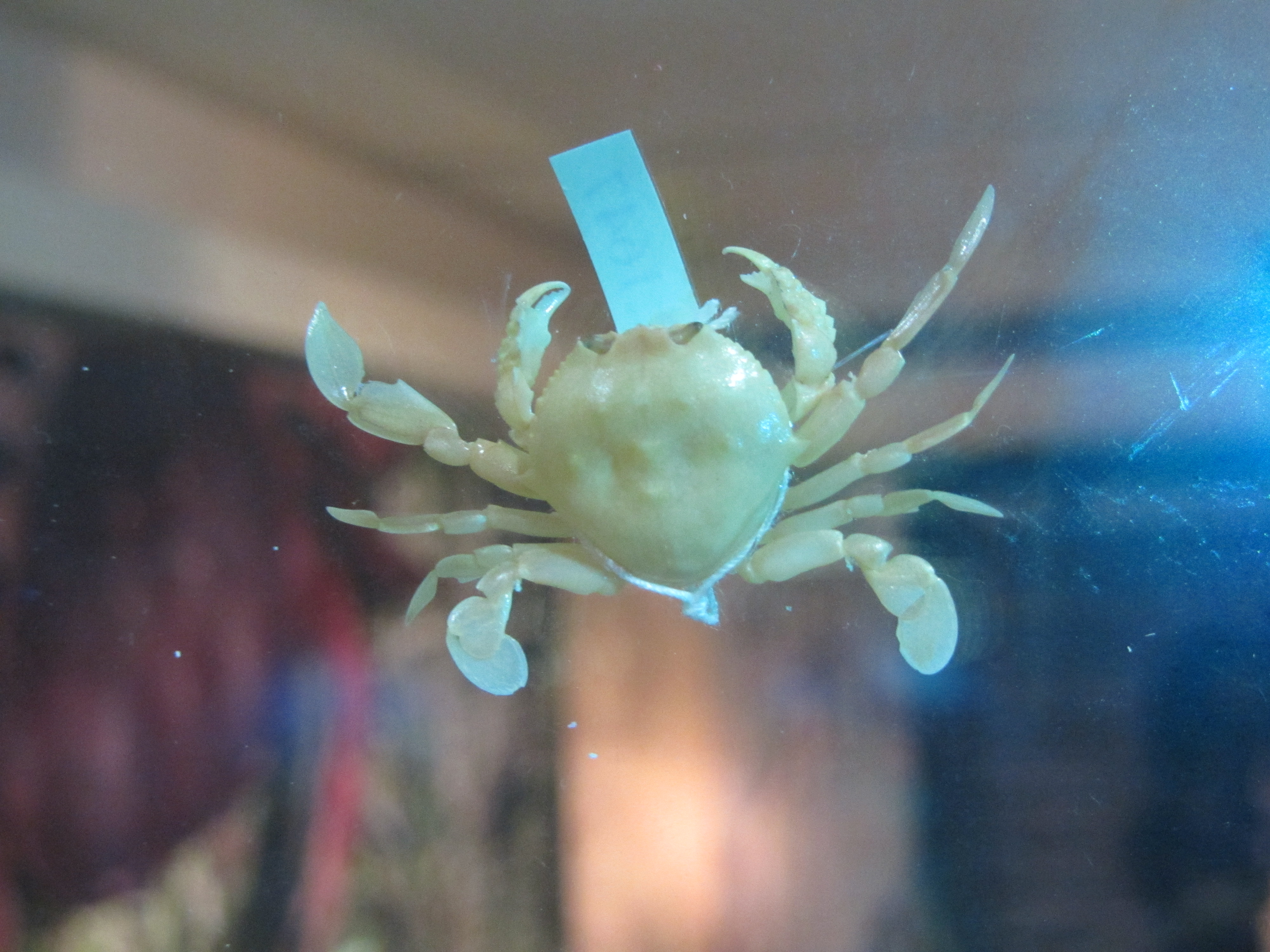
Izanami curtispina
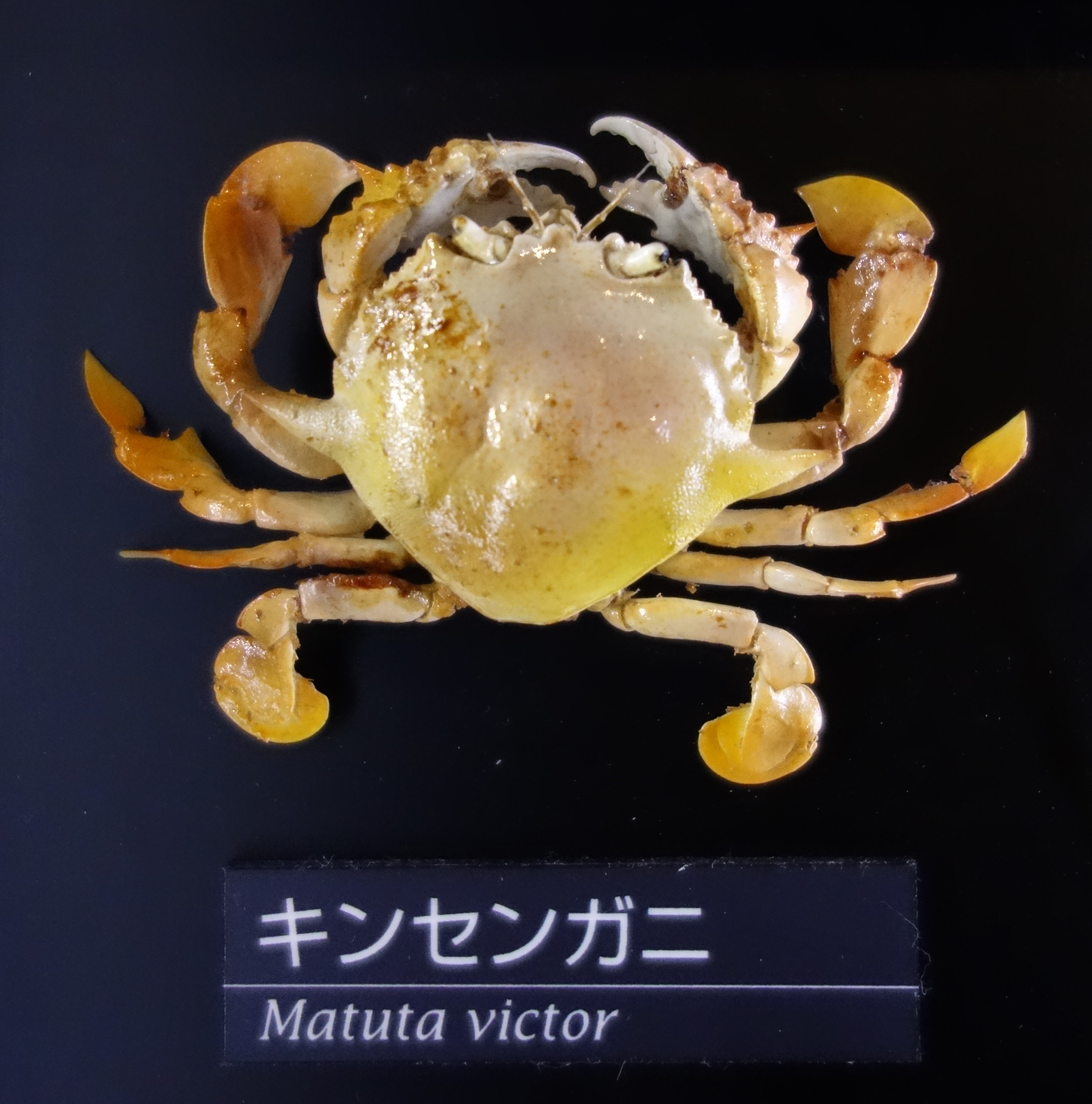
Matuta victor
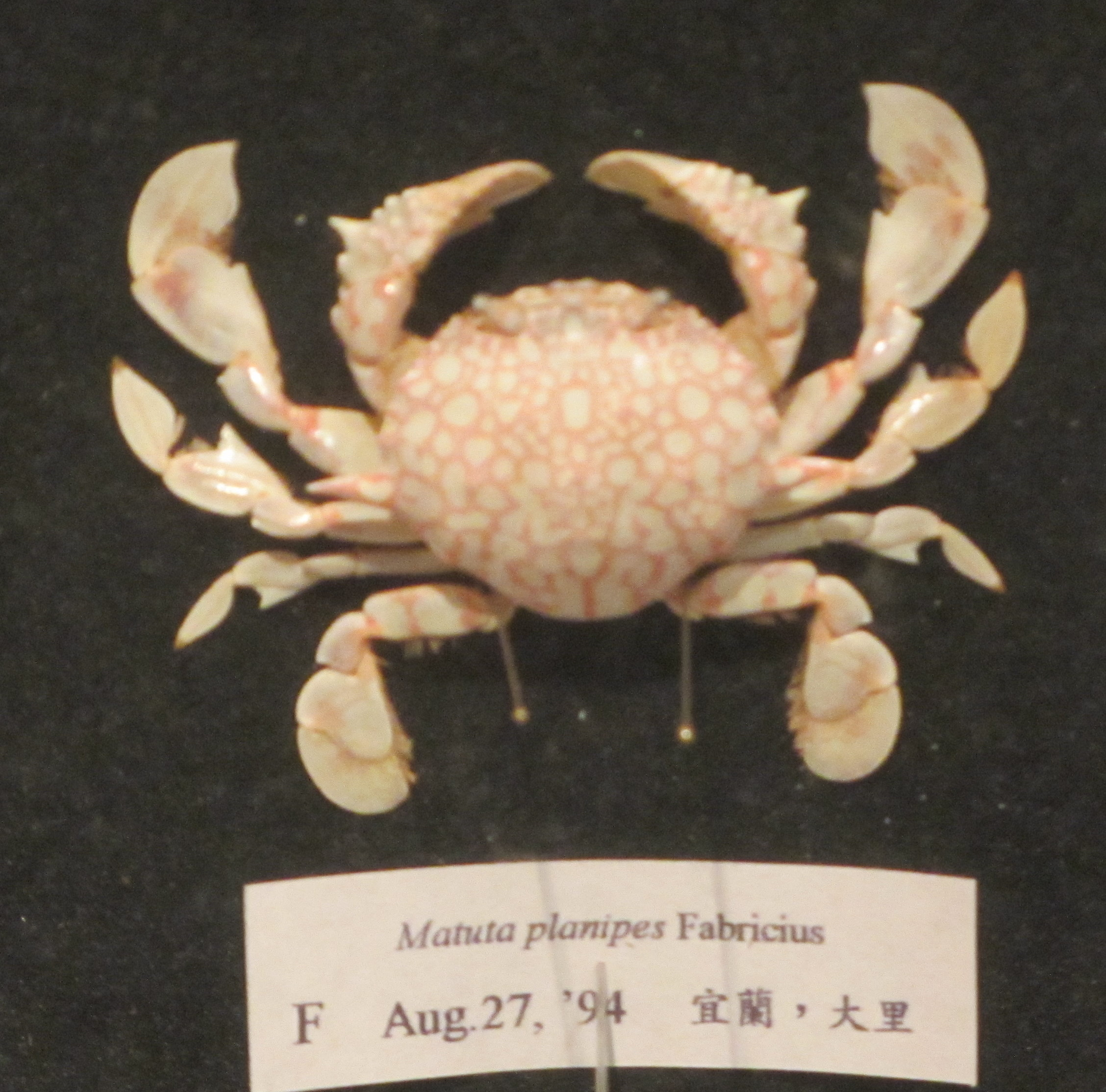
Matuta planipes

## Référence
- de Haan, 1835 : Crustacea. Fauna Japonica sive Descriptio Animalium, Quae in Itinere per Japoniam, Jussu et Auspiciis Superiorum, qui Summum in India Batava Imperium Tenent, Suscepto, Annis 1823–1830 Collegit, Noitis, Observationibus et Adumbrationibus Illustravit. Leiden, Lugduni-Batavorum. p. 1–243.